# عفنيات
العفنيات (الاسم العلمي: Mucorales) هي رتبة من الفطريات تتبع الطائفة العفنانية من الشعبة العفنينية.

## التصنيف
- رتبة العفنيات
  - الفصيلة العفنية
    - جنس العفنة
    - جنس الرازبة

  - الفصيلة الدغلاوية (الاسم العلمي: Thamnidiaceae)
  - الفصيلة ال(الاسم العلمي: Saksenaeaceae)
  - الفصيلة ال(الاسم العلمي: Syncephalastraceae)
  - الفصيلة ال(الاسم العلمي: Gilbertellaceae)
  - الفصيلة ال(الاسم العلمي: Phycomycetaceae)
  - الفصيلة ال(الاسم العلمي: Cunninghamellaceae)
  - الفصيلة ال(الاسم العلمي: Radiomycetaceae)
  - الفصيلة ال(الاسم العلمي: Chaetocladiaceae)
  - الفصيلة ال(الاسم العلمي: Mycotyphaceae)
  - الفصيلة ال(الاسم العلمي: Choanephoraceae)
  - الفصيلة ال(الاسم العلمي: Pilobolaceae)